# Quadrille nach Motiven der Oper „Des Teufels Antheil“
Die Quadrille nach Motiven der Oper „Des Teufels Antheil“ ist eine Quadrille von Johann Strauss Sohn (ohne Opusnummer). Sie wurde am 3. Oktober 1847 in Dommayers Casino in Wien erstmals aufgeführt.

## Einzelnachweis
1. ↑  Quelle: Englische Version des Booklets (Seite 113) in der 52 CDs umfassenden Gesamtausgabe der Orchesterwerke von Johann Strauß (Sohn), Hrsg. Naxos (Label). Das Werk ist als achter Titel auf der 43. CD zu hören.